# Енбек (Енбекшиказахский район)
Енбек (каз. Еңбек) — село в Енбекшиказахском районе Алматинской области Казахстана. Входит в состав Балтабайского сельского округа. Код КАТО — 194039500.

## Население
В 1999 году население села составляло 990 человек (455 мужчин и 535 женщин). По данным переписи 2009 года, в селе проживало 1296 человек (690 мужчин и 606 женщин).

## История
Находился на стыке Карасуйской волости, Михайловской волости и Тургенской волости.